# ダチゲー
『ダチゲー』はインターネットテレビ局AbemaTVのAbemaウルトラゲームスチャンネルで2018年2月4日から4月29日まで毎週日曜日夜10時に配信されていたゲームバラエティ番組である。

## 概要
仲の良い芸能人たちが集まり、ゲームについて語り合う番組である。「友達同士のゲームがやっぱり楽しい」をコンセプトに、小型冷蔵庫を備えた自宅風スタジオに集ったゲスト同士が「友達感覚でゆるーくゲームを楽しむ」2時間番組。配信許可の関係から指定されたゲームをプレイすること以外決まり事もなく、配信回により番組の雰囲気も大きく異なる。

## 配信リスト
| 回 | 配信日        | ゲスト                                                                       | 備考             |
| -- | ------------- | ---------------------------------------------------------------------------- | ---------------- |
| 1  | 2018年2月4日  | 山崎弘也（アンタッチャブル）、アイアム野田（鬼ヶ島）、いけだてつや、野呂佳代 |                  |
| 2  | 2018年2月11日 | 平井善之（アメリカザリガニ）、小西克幸、山本匠馬                             |                  |
| 3  | 2018年2月18日 | 河本準一（次長課長）、脊山麻理子、金田哲（はんにゃ）                         |                  |
| 4  | 2018年2月25日 | タイムマシーン3号、アイデンティティ                                          | [ 注釈 1 ] [ 4 ] |
| 5  | 2018年3月4日  | 石田晴香、藤江れいな、岩田華怜                                               |                  |
| 6  | 2018年3月11日 | 岡崎体育、MAH（siM）、岩渕想太（パノラマパナマタウン）                       |                  |
| 7  | 2018年3月18日 | 福田充徳（チュートリアル）、レイザーラモンRG、村田秀亮（とろサーモン）       |                  |
| 8  | 2018年3月25日 | 鈴木咲、倉持由香、吉田早希、善し（COWCOW）                                   |                  |
| 9  | 2018年4月1日  | 加藤純一、大石昌良、岩橋良昌（プラス・マイナス）                             |                  |
| 10 | 2018年4月8日  | バンダリ亜砂也、井上裕介（NON STYLE）                                        |                  |
| 11 | 2018年4月15日 | 若槇太志郎、井上裕介 （NON STYLE）                                           |                  |
| 12 | 2018年4月22日 | 魚住つばき、柊木りお、西山虹華                                               |                  |
| 13 | 2018年4月29日 | ジーニー堤、加護亜依、渡辺裕太                                               |                  |